# Paracremonium
Paracremonium is een geslacht van schimmels. De wetenschappelijke naam van het geslacht is in 2015 gepubliceerd door L. Lombard en P.W. Crous in Studies in Mycology.

## Soorten
- Paracremonium binnewijzendii P. van der Kley & D. Binnewijzend (2015)
- Paracremonium contagium Lombard & Crous (2015)
- Paracremonium inflatum Lombard & Crous (2015)
- Paracremonium pembeum Lombard & Crous (2015)